# Парунашвили, Лаша
Лаша Парунашвили (груз. ლაშა პარუნაშვილი; 14 февраля 1993) — грузинский футболист, полузащитник.

## Карьера
Профессиональную карьеру начал в 2010 году в составе клуба «Сабуртало». 15 мая 2010 года в матче против клуба «Зестафони» дебютировал в чемпионете Грузии, выйдя на замену на 55-й минуте вместо Олега Гвелесиани.
В 2017 году перешёл в датский клуб «Эсбьерг».
В 2023 году подписал контракт с клубом «Мактаарал».

## Достижения
«Металург» Рустави
- Чемпион Грузии: 2009/10

«Динамо» Тбилиси
- Чемпион Грузии (2): 2012/13, 2015/16

## Клубная статистика
| Игровая карьера | Игровая карьера | Игровая карьера | Лига | Лига | Кубок | Кубок | Межд. | Межд. | СК | СК |
| --------------- | --------------- | --------------- | ---- | ---- | ----- | ----- | ----- | ----- | -- | -- |
| 2019/20         | Эсбьерг         | А               | 31   | 0    | 1     | 0     | 2     | 0     | —  | —  |
| 2020/21         | Эсбьерг         | Б               | 24   | 0    | —     | —     | —     | —     | —  | —  |
| 2021/22         | Эсбьерг         | Б               | 27   | 1    | 1     | 0     | —     | —     | —  | —  |
| 2022            | Сабуртало       | А               | 8    | 0    | 2     | 0     | —     | —     | —  | —  |
| 2023            | Сабуртало       | А               | 8    | 0    | —     | —     | —     | —     | —  | —  |
| 2023            | Мактаарал       | А               | 11   | 0    | —     | —     | —     | —     | —  | —  |